# Маска. Танцы
«Маска. Танцы» — танцевальное телешоу, являвшееся российской адаптацией международного формата The Masked Dancer компаний Banijay Group и Munhwa Broadcasting Corporation — спин-офф формата Masked Singer. На сцене проекта разные знаменитости выступали с танцевальными номерами в необычных костюмах, скрывая свою личность.
Ведущий проекта — Юрий Музыченко, фронтмен группы «The Hatters», популярный видеоблогер и артист «Лицедеев».
В связи с низкими рейтингами и неудачным выбором телеканала, которым стал СТС (оригинальный проект «Маска» успешно выходит на НТВ), проект прожил всего один сезон.

## Правила
Знаменитости танцевали перед жюри и зрителями в различных необычных костюмах, которые полностью скрывали их личность. Информация о выступающих строго была засекречена, так как участники проекта подписали контракт о неразглашении и их надёжно охраняли не только на сцене, но и за кулисами. Настоящие голоса конкурсантов были слышны только когда они раскрыли истинные лица. В остальное время они говорили через искажённый фильтр голоса, делясь небольшими подсказками о своих настоящих личностях. Члены жюри вслух рассуждали о возможных участниках шоу.
В начале выпуска участники делились на 3 группы. Перед выступлением участника зрителям и жюри показали видеоролик, в котором таинственный участник рассказывает о своём образе, делясь подсказками о своей настоящей личности. После выступления каждой группы зрители и члены жюри проводили голосование, чтобы выбрать номинанта на выбывание, набравшего наибольшее количество голосов. В конце выпуска зрители спасали от выбывания одного из трёх номинантов, затем члены жюри выбирали кто снимет маску, а кто будет спасён. Перед тем как оставшийся номинант показывал своё истинное лицо, члены жюри делали последние предположения, кто скрывался под его маской, далее номинант снимал маску и раскрывал свою личность, после чего в конце выпуска танцевал на бис и покидал проект; во время последнего выступления появлялись расшифровки подсказок. Таким образом с каждым выпуском количество участников шоу сокращалось, пока до финала не доходило лишь четверо сильнейших участников.
Также в полуфиналах появлялись специальные гости, истинную личность которых нужно была отгадать всего за одно выступление.
Финал проходил в два этапа: в первом выходили все четыре финалиста и исполняли каждый по одному танцевальному номеру, и сразу после этого члены жюри решали, кто из них должен был первым снять маску. Затем во втором этапе финальная тройка сильнейших исполняла ещё по одному танцевальному номеру и после этого члены жюри решали, кто снимал маску первым, кто вторым, а кто открывал своё истинное лицо последним. Участник, снявший маску последним, становился победителем проекта.

## Сезоны
| Сезон | Премьера       | Финал           | 1 место               | 2 место                              | 3 место      | 4 место                          | Ведущий        | Жюри          | Жюри          | Жюри             | Жюри       | Жюри           |
| Сезон | Премьера       | Финал           | 1 место               | 2 место                              | 3 место      | 4 место                          | Ведущий        | 1             | 2             | 3                | 4          | 5              |
| ----- | -------------- | --------------- | --------------------- | ------------------------------------ | ------------ | -------------------------------- | -------------- | ------------- | ------------- | ---------------- | ---------- | -------------- |
| 1     | 9 октября 2022 | 25 декабря 2022 | Катя Адушкина (Зебра) | Евгений Папунаишвили (Морской Конёк) | DAVA (Щётка) | Владимир Маркони (Чëрный Лебедь) | Юрий Музыченко | Егор Дружинин | Мария Горбань | Сергей Светлаков | Клава Кока | Тимур Родригез |

## Обзор сезонов
Единственный сезон шоу стартовал 9 октября 2022 года на телеканале СТС. Членами жюри были Егор Дружинин, Мария Горбань, Сергей Светлаков, Клава Кока и Тимур Родригез.

### Участники
| Персонаж      | Знаменитость         | Профессия          | Выпуски | Выпуски | Выпуски | Выпуски | Выпуски | Выпуски | Выпуски | Выпуски | Выпуски | Выпуски | Выпуски | Выпуски |
| Персонаж      | Знаменитость         | Профессия          | 1       | 2       | 3       | 4       | 5       | 6       | 7       | 8       | 9       | 10      | 11      | 12      |
| ------------- | -------------------- | ------------------ | ------- | ------- | ------- | ------- | ------- | ------- | ------- | ------- | ------- | ------- | ------- | ------- |
| Зебра         | Катя Адушкина        | блогер             |         |         |         |         |         |         |         |         |         |         |         |         |
| Морской Конёк | Евгений Папунаишвили | танцор             |         |         |         |         |         |         |         |         |         |         |         |         |
| Щётка         | DAVA                 | певец              |         |         |         |         |         |         |         |         |         |         |         |         |
| Чёрный Лебедь | Владимир Маркони     | шоумен             |         |         |         |         |         |         |         |         |         |         |         |         |
| Пугало        | Вячеслав Макаров     | телеведущий        |         |         |         |         |         |         |         |         |         |         |         |         |
| Лягушка       | Карина Кросс         | блогер             |         |         |         |         |         |         |         |         |         |         |         |         |
| Свёкла        | Наталия Медведева    | актриса            |         |         |         |         |         |         |         |         |         |         |         |         |
| Сатурн        | Митя Фомин           | певец              |         |         |         |         |         |         |         |         |         |         |         |         |
| Божья Коровка | Анна Седокова        | певица             |         |         |         |         |         |         |         |         |         |         |         |         |
| Снежный Барс  | Александр Белькович  | телеведущий        |         |         |         |         |         |         |         |         |         |         |         |         |
| Дискошар      | Роза Сябитова        | телеведущая, сваха |         |         |         |         |         |         |         |         |         |         |         |         |
| Гадюка        | Анна Семенович       | певица             |         |         |         |         |         |         |         |         |         |         |         |         |
| Сова          | Анастасия Волочкова  | балерина           |         |         |         |         |         |         |         |         |         |         |         |         |
| Попкорн       | Шура                 | певец              |         |         |         |         |         |         |         |         |         |         |         |         |
|               |                      |                    |         |         |         |         |         |         |         |         |         |         |         |         |
| Зайка         | Мари Краймбрери      | певица             |         |         |         |         |         |         |         |         |         |         |         |         |
| Куколка       | Регина Тодоренко     | телеведущая        |         |         |         |         |         |         |         |         |         |         |         |         |
| Кошечка       | Ида Галич            | блогер             |         |         |         |         |         |         |         |         |         |         |         |         |
| Обезьяна      | Хабиб                | певец              |         |         |         |         |         |         |         |         |         |         |         |         |

 Жюри угадали героя Жюри не угадали героя Победитель Второе место Третье место Четвёртое место Лучший среди своей группы или дуэли Остался в шоу Спасён по решению зрителей Спасён по решению членов жюри Спасён по решению ведущего Специальный гость Снял маску и покинул шоу

## Выпуски

### Первый выпуск
| №  | Персонаж      | Саундтрек выступления                          | Результат                | Личность    |
| -- | ------------- | ---------------------------------------------- | ------------------------ | ----------- |
| 1  | Зебра         | «Невеста» (Глюк’oZa)                           | Остался в шоу            | не раскрыта |
| 2  | Гадюка        | «You Can Leave Your Hat On» (Джо Кокер)        | Спасён ведущим           | не раскрыта |
| 3  | Щётка         | «Я тебя не отдам» (SEREBRO)                    | Остался в шоу            | не раскрыта |
| 4  | Сова          | «Насалатило» (Меджикул)                        | Остался в шоу            | не раскрыта |
| 5  | Снежный Барс  | «Чё за лев этот тигр» (Gazan)                  | Лучший в группе          | не раскрыта |
|    |               |                                                |                          |             |
| 6  | Лягушка       | «Он тебя целует» (Руки Вверх!)                 | Остался в шоу            | не раскрыта |
| 7  | Дискошар      | «Холодная луна» (Шура)                         | Спасён зрителями         | не раскрыта |
| 8  | Чёрный Лебедь | «Ворона» (Линда)                               | Остался в шоу            | не раскрыта |
| 9  | Пугало        | «Dance Monkey» (Tones and I)                   | Лучший в группе          | не раскрыта |
| 10 | Божья Коровка | «Божья коровка» (Александр Стёпин)             | Остался в шоу            | не раскрыта |
|    |               |                                                |                          |             |
| 11 | Попкорн       | «Любимка» (NILETTO)                            | Остался в шоу            | не раскрыта |
| 12 | Морской Конёк | «Дай джазу!» (Мот)                             | Лучший в группе          | не раскрыта |
| 13 | Свёкла        | «Коламбия Пикчерз не представляет» (Банд’Эрос) | Остался в шоу            | не раскрыта |
| 14 | Сатурн        | «Сияй» (Zivert)                                | Спасён голосованием жюри | не раскрыта |

### Второй выпуск
| №  | Персонаж      | Саундтрек выступления                            | Результат                | Личность    |
| -- | ------------- | ------------------------------------------------ | ------------------------ | ----------- |
| 1  | Гадюка        | «По барам» (ANNA ASTI)                           | Остался в шоу            | не раскрыта |
| 2  | Морской Конёк | «Looking at You» (Николас Хилл)                  | Остался в шоу            | не раскрыта |
| 3  | Свёкла        | «Levitating» (Дуа Липа)                          | Остался в шоу            | не раскрыта |
| 4  | Дискошар      | «Punjabi Party» (Amar Anil Mohile)               | Спасён голосованием жюри | не раскрыта |
| 5  | Зебра         | «Птичка» (HammAli & Navai)                       | Лучший в группе          | не раскрыта |
|    |               |                                                  |                          |             |
| 6  | Щётка         | «Малиновая Лада» (GAYAZOV$ BROTHER$)             | Остался в шоу            | не раскрыта |
| 7  | Попкорн       | «Hallelujah, I Love Her So» (Рэй Чарльз)         | Выбыл из шоу             | Шура        |
| 8  | Божья Коровка | «Hey Now» (London Grammar)                       | Остался в шоу            | не раскрыта |
| 9  | Сатурн        | «Опера №2» (Витас)                               | Лучший в группе          | не раскрыта |
| 10 | Сова          | «Я то, что надо» (Браво)                         | Остался в шоу            | не раскрыта |
|    |               |                                                  |                          |             |
| 11 | Пугало        | «Буги-вуги каждый день» (Зоопарк)                | Лучший в группе          | не раскрыта |
| 12 | Лягушка       | «Hot Stuff (Yuki Koyanagi cover)» (Донна Саммер) | Остался в шоу            | не раскрыта |
| 13 | Чёрный Лебедь | «Зацепила» (Артур Пирожков)                      | Спасён зрителями         | не раскрыта |
| 14 | Снежный Барс  | «Седьмой лепесток» (Антон Токарев)               | Остался в шоу            | не раскрыта |

### Третий выпуск
| №  | Персонаж      | Саундтрек выступления                           | Результат                | Личность            |
| -- | ------------- | ----------------------------------------------- | ------------------------ | ------------------- |
| 1  | Сатурн        | «Out in Space» (Тимур Родригез)                 | Остался в шоу            | не раскрыта         |
| 2  | Зебра         | «Baiana» (Barbatuques)                          | Остался в шоу            | не раскрыта         |
| 3  | Чёрный Лебедь | «Венера» (LOVANDA)                              | Лучший в группе          | не раскрыта         |
| 4  | Свёкла        | «Nails, Hair, Hips, Heels» (Тодрик Холл)        | Остался в шоу            | не раскрыта         |
| 5  | Пугало        | «My Heart Will Go On» (Селин Дион)              | Спасён зрителями         | не раскрыта         |
|    |               |                                                 |                          |                     |
| 6  | Лягушка       | «Бьёт бит» (IOWA)                               | Лучший в группе          | не раскрыта         |
| 7  | Дискошар      | «Я — это ты» (Мурат Насыров)                    | Спасён голосованием жюри | не раскрыта         |
| 8  | Морской Конёк | «Son De Caramelo» (Диего Кортес и Криспа Негра) | Остался в шоу            | не раскрыта         |
| 9  | Гадюка        | «After Dark» (Tito & Tarantula)                 | Остался в шоу            | не раскрыта         |
|    |               |                                                 |                          |                     |
| 10 | Снежный Барс  | «U Can’t Touch This» (MC Hammer)                | Остался в шоу            | не раскрыта         |
| 11 | Сова          | «Танцы на стёклах» (Максим Фадеев)              | Выбыл из шоу             | Анастасия Волочкова |
| 12 | Божья Коровка | «Why Don't You Do Right?» (Пегги Ли)            | Остался в шоу            | не раскрыта         |
| 13 | Щётка         | «Sorry» (Мадонна)                               | Лучший в группе          | не раскрыта         |

### Четвёртый выпуск
| №  | Персонаж      | Саундтрек выступления                                                 | Результат                | Личность       |
| -- | ------------- | --------------------------------------------------------------------- | ------------------------ | -------------- |
| 1  | Зебра         | «Дикая пума» (Юлианна Караулова)                                      | Лучший в группе          | не раскрыта    |
| 2  | Щётка         | «Human» (Rag’n’Bone Man)                                              | Остался в шоу            | не раскрыта    |
| 3  | Свёкла        | «Если ты когда-нибудь меня простишь» (Леонид Агутин и Анжелика Варум) | Остался в шоу            | не раскрыта    |
| 4  | Гадюка        | «Солнце Монако» (Люся Чеботина)                                       | Выбыл из шоу             | Анна Семенович |
|    |               |                                                                       |                          |                |
| 5  | Сатурн        | «Macarena (кавер Александра Стёпина)» (Los del Río)                   | Остался в шоу            | не раскрыта    |
| 6  | Лягушка       | «Федерико Феллини» (Galibri & Mavik)                                  | Лучший в группе          | не раскрыта    |
| 7  | Снежный Барс  | «Do you?» (TroyBoi)                                                   | Остался в шоу            | не раскрыта    |
| 8  | Дискошар      | «Татарский народный танец» (аранжировка Александра Стёпина)           | Спасён голосованием жюри | не раскрыта    |
|    |               |                                                                       |                          |                |
| 9  | Божья Коровка | «Очи чёрные» (Вика Цыганова)                                          | Спасён зрителями         | не раскрыта    |
| 10 | Пугало        | «Dernière danse» (Индила)                                             | Лучший в группе          | не раскрыта    |
| 11 | Морской Конёк | «Это здорово» (Николай Носков)                                        | Остался в шоу            | не раскрыта    |
| 12 | Чёрный Лебедь | «Sevilla» (Энрике Камачо & Fatality)                                  | Остался в шоу            | не раскрыта    |

### Пятый выпуск
| №  | Персонаж      | Саундтрек выступления                  | Результат                | Личность      |
| -- | ------------- | -------------------------------------- | ------------------------ | ------------- |
| 1  | Зебра         | «My Love is Like» (Therr Maitz)        | Лучший в группе          | не раскрыта   |
| 2  | Сатурн        | «Funkytown» (Lipps Inc.)               | Остался в шоу            | не раскрыта   |
| 3  | Дискошар      | «Посмотри в глаза» (Наталья Ветлицкая) | Выбыл из шоу             | Роза Сябитова |
| 4  | Свёкла        | «Заряд» (Александр Стёпин)             | Остался в шоу            | не раскрыта   |
|    |               |                                        |                          |               |
| 5  | Божья Коровка | «Barbie Girl» (Aqua)                   | Остался в шоу            | не раскрыта   |
| 6  | Щётка         | «Stand By Me» (Ben E. King)            | Спасён зрителями         | не раскрыта   |
| 7  | Снежный Барс  | «Розовое вино» (Элджей & Feduk)        | Остался в шоу            | не раскрыта   |
| 8  | Чёрный Лебедь | «What Is Love» (Haddaway)              | Лучший в группе          | не раскрыта   |
|    |               |                                        |                          |               |
| 9  | Лягушка       | «Heathens» (Twenty One Pilots)         | Спасён голосованием жюри | не раскрыта   |
| 10 | Морской Конёк | «Perfect» (Эд Ширан)                   | Остался в шоу            | не раскрыта   |
| 11 | Пугало        | «Танцы» (The Hatters)                  | Лучший в группе          | не раскрыта   |

### Шестой выпуск
| №  | Персонаж      | Саундтрек выступления                         | Результат                | Личность            |
| -- | ------------- | --------------------------------------------- | ------------------------ | ------------------- |
| 1  | Щётка         | «It’s Raining Men» (The Weather Girls)        | Спасён зрителями         | не раскрыта         |
| 2  | Морской Конёк | «Johnny B. Goode» (Чак Берри)                 | Остался в шоу            | не раскрыта         |
| 3  | Сатурн        | «No Limit (Rap version)» (2 Unlimited)        | Остался в шоу            | не раскрыта         |
| 4  | Лягушка       | «Axel F» (Crazy Frog)                         | Лучший в группе          | не раскрыта         |
|    |               |                                               |                          |                     |
| 5  | Свёкла        | «Wannabe» (Spice Girls)                       | Остался в шоу            | не раскрыта         |
| 6  | Божья Коровка | «О нём» (Ирина Дубцова)                       | Лучший в группе          | не раскрыта         |
| 7  | Чёрный Лебедь | «Bad Romance» (Леди Гага)                     | Спасён голосованием жюри | не раскрыта         |
|    |               |                                               |                          |                     |
| 8  | Снежный Барс  | «Sex Bomb» (Том Джонс)                        | Выбыл из шоу             | Александр Белькович |
| 9  | Пугало        | «Пойду плясать» (Zventa Sventana)             | Лучший в группе          | не раскрыта         |
| 10 | Зебра         | «The Diva Dance» (Эрик Серра feat. Инва Мула) | Остался в шоу            | не раскрыта         |

### Седьмой выпуск
| № | Персонаж      | Саундтрек выступления                               | Результат                | Личность      |
| - | ------------- | --------------------------------------------------- | ------------------------ | ------------- |
| 1 | Сатурн        | «Puttin’ On the Ritz (Taco cover)» (Фред Астер)     | Остался в шоу            | не раскрыта   |
| 2 | Свёкла        | «Objection (Tango)» (Шакира)                        | Спасён голосованием жюри | не раскрыта   |
| 3 | Морской Конёк | «Do It To It (Extended mix)» (Acraze feat. Cherish) | Лучший в группе          | не раскрыта   |
|   |               |                                                     |                          |               |
| 4 | Божья Коровка | «Пчеловод» (RASA)                                   | Выбыл из шоу             | Анна Седокова |
| 5 | Пугало        | «Сука любовь» (Михей и Джуманджи)                   | Остался в шоу            | не раскрыта   |
| 6 | Щётка         | «That’s What I Like» (Бруно Марс)                   | Лучший в группе          | не раскрыта   |
|   |               |                                                     |                          |               |
| 7 | Чёрный Лебедь | «Satisfaction» (Бенни Бенасси)                      | Спасён зрителями         | не раскрыта   |
| 8 | Лягушка       | «Дыши» (Анет Сай & AMCHI)                           | Остался в шоу            | не раскрыта   |
| 9 | Зебра         | «Cotton-Eyed Joe» (Rednex)                          | Лучший в группе          | не раскрыта   |

### Восьмой выпуск
| № | Персонаж      | Саундтрек выступления              | Результат                | Личность    |
| - | ------------- | ---------------------------------- | ------------------------ | ----------- |
| 1 | Пугало        | «Black Betty» (Ram Jam)            | Лучший в дуэли           | не раскрыта |
| 2 | Сатурн        | «Lordly» (Федер feat. Алекс Айоно) | Выбыл из шоу             | Митя Фомин  |
|   |               |                                    |                          |             |
| 3 | Свёкла        | «Fake» (The Tech Thieves)          | Лучший в дуэли           | не раскрыта |
| 4 | Зебра         | «Lone Digger» (Caravan Palace)     | Спасён зрителями         | не раскрыта |
|   |               |                                    |                          |             |
| 5 | Щётка         | «Чика» (Артур Пирожков)            | Лучший в дуэли           | не раскрыта |
| 6 | Чёрный Лебедь | «Amino (2010 remix)» (Era)         | Спасён голосованием жюри | не раскрыта |
|   |               |                                    |                          |             |
| 7 | Лягушка       | «Феникс» (ANNA ASTI)               | Спасён голосованием жюри | не раскрыта |
| 8 | Морской Конёк | «Freedom» (Фаррелл Уильямс)        | Лучший в дуэли           | не раскрыта |

### Девятый выпуск
| № | Персонаж      | Саундтрек выступления                                              | Результат                | Личность          |
| - | ------------- | ------------------------------------------------------------------ | ------------------------ | ----------------- |
| 1 | Свёкла        | «Queen of the Night» (Уитни Хьюстон)                               | Выбыл из шоу             | Наталия Медведева |
| 2 | Чёрный Лебедь | «Ролекс» (DAVA feat. Филипп Киркоров)                              | Остался в шоу            | не раскрыта       |
| 3 | Морской Конёк | «We No Speak Americano» (Yolanda Be Cool & DCUP)                   | Лучший в группе          | не раскрыта       |
|   |               |                                                                    |                          |                   |
| 4 | Щётка         | «New Thang» (Redfoo)                                               | Спасён голосованием жюри | не раскрыта       |
| 5 | Зебра         | «El Tango De Roxanne» (Хосе Фелисиано, Юэн Макгрегор и Яцек Коман) | Лучший в дуэли           | не раскрыта       |
|   |               |                                                                    |                          |                   |
| 6 | Пугало        | «Mambo No. 5 (кавер Лу Беги)» (Перес Прадо)                        | Спасён зрителями         | не раскрыта       |
| 7 | Лягушка       | «Let Me Think About It (ремикс Федде Ле Гранда)» (Ида Корр)        | Лучший в дуэли           | не раскрыта       |

### Десятый выпуск — первый полуфинал
| № | Персонаж      | Саундтрек выступления                       | Результат            | Личность         |
| - | ------------- | ------------------------------------------- | -------------------- | ---------------- |
| 1 | Зайка         | «Amore» (Мари Краймбрери)                   | Специальный гость    | Мари Краймбрери  |
|   |               |                                             |                      |                  |
| 2 | Пугало        | «Молния» (Дима Билан)                       | Остался в шоу        | не раскрыта      |
| 3 | Зебра         | «Back to Black» (Эми Уайнхаус)              | Лучший в группе      | не раскрыта      |
|   |               |                                             |                      |                  |
| 4 | Морской Конёк | «Ночь» (Андрей Губин)                       | Лучший в группе      | не раскрыта      |
| 5 | Щётка         | «I Like It Like That» (Пит Родригес)        | Остался в шоу        | не раскрыта      |
|   |               |                                             |                      |                  |
| 6 | Куколка       | «Позвони» (Dj Smash & NIVESTA)              | Специальный гость    | Регина Тодоренко |
|   |               |                                             |                      |                  |
| 7 | Чёрный Лебедь | «Казанова» (Валерий Леонтьев)               | Остался в шоу        | не раскрыта      |
| 8 | Лягушка       | «Отпустите меня в Гималаи» (Маша Распутина) | Снялась из-за травмы | Карина Кросс     |

### Одиннадцатый выпуск — второй полуфинал
| № | Персонаж      | Саундтрек выступления                     | Результат                | Личность         |
| - | ------------- | ----------------------------------------- | ------------------------ | ---------------- |
| 1 | Кошечка       | «Kill This Love» (Blackpink)              | Специальный гость        | Ида Галич        |
|   |               |                                           |                          |                  |
| 2 | Щётка         | «Дожди» (Игорь Корнелюк)                  | Остался в шоу            | не раскрыта      |
| 3 | Пугало        | «Papaoutai» (Stromae)                     | Выбыл из шоу             | Вячеслав Макаров |
| 4 | Чёрный Лебедь | «7 Years» (Lukas Graham)                  | Лучший в группе          | не раскрыта      |
|   |               |                                           |                          |                  |
| 5 | Обезьяна      | «Кто ты?» (Децл)                          | Специальный гость        | Хабиб            |
|   |               |                                           |                          |                  |
| 6 | Морской Конёк | «Cancion Del Mariachi» (Антонио Бандерас) | Лучший в дуэли           | не раскрыта      |
| 7 | Зебра         | «Toxic» (Бритни Спирс)                    | Спасён голосованием жюри | не раскрыта      |

### Двенадцатый выпуск — финал
| №           | Персонаж                 | Саундтрек выступления                     | Результат               | Личность                     |
| ----------- | ------------------------ | ----------------------------------------- | ----------------------- | ---------------------------- |
|             | Все маски первого сезона | «Bloody Mary» (Леди Гага)                 | Открывающее выступление | Все участники первого сезона |
| Первый этап |                          |                                           |                         |                              |
| 1           | Морской Конёк            | «Краш» (Клава Кока & NILETTO)             | прошёл во второй этап   | не раскрыта                  |
| 2           | Зебра                    | «Love Is Found» (Sade)                    | прошёл во второй этап   | не раскрыта                  |
| 3           | Щётка                    | «Turn Down for That» (DJ Snake, Lil John) | прошёл во второй этап   | не раскрыта                  |
| 4           | Чёрный Лебедь            | «Experience» (Ludovico Eiunaudi)          | Четвёртое место         | Владимир Маркони             |
| Второй этап |                          |                                           |                         |                              |
| 1           | Зебра                    | «Toy» (Netta)                             | Победитель              | Катя Адушкина                |
| 2           | Щётка                    | «Hey Pachuco!» (Royal Crown Revue)        | Третье место            | DAVA                         |
| 3           | Морской Конёк            | «Хоп Хей Лала-Лей» (Леонид Агутин)        | Второе место            | Евгений Папунаишвили         |

### Комментарии
1. ↑  Также постоянный член жюри шоу «Маска».
2. ↑  Также ведущий шоу «Маска» и «Аватар».
3. ↑  По решению ведущего никто не снял маску.
4. ↑  Во время танца на сцене вместе с маской выступала Клава Кока.
5. ↑  В качестве танца на бис исполнил танец под песню Shout (Tears for Fears).